# Théorème de Banach-Schauder
Pour les articles homonymes, voir Théorème de Banach et Théorème du point fixe de Schauder.
Ce « théorème de l'application ouverte » ne doit pas être confondu avec le théorème de l'image ouverte, qui est un résultat d'analyse complexe.
En analyse fonctionnelle, le théorème de Banach-Schauder, également appelé théorème de l'application ouverte, est un résultat fondamental qui affirme qu'une application linéaire continue surjective entre deux espaces de Banach (ou plus généralement : deux espaces vectoriels topologiques complètement métrisables) est ouverte. C'est une conséquence importante du théorème de Baire, qui affirme que dans un espace métrique complet, toute intersection dénombrable d'ouverts denses est dense. Sous sa forme originelle, ce théorème a été démontré en juin 1929 par Juliusz Schauder, à partir du théorème de l'isomorphisme que Stefan Banach avait établi peu auparavant.

## Énoncé
Soient E et F deux espaces vectoriels complètement métrisables (ou, ce qui est équivalent : métrisables et complets) sur un corps valué non discret (par exemple sur le corps des réels ou des complexes, auquel cas E et F sont des espaces de Fréchet s'ils sont localement convexes) et f une application linéaire continue de E vers F.
Si f est surjective, alors f est ouverte, c'est-à-dire que l'image par f de tout ouvert de E est un ouvert de F.
Dans le cas où E et F sont des espaces de Banach, dire que f est ouverte équivaut (par linéarité) à

## Démonstration
Pour plus de simplicité, la démonstration n'est faite ci-dessous que dans le cas où E et F sont des espaces de Banach.
Comme f est surjective, F est la réunion des fermés suivants :
{\displaystyle F_{n}:={\overline {f(B_{E}(0,n))}}.}
Puisque F est complètement métrisable donc de Baire, un de ces fermés, FN, est d'intérieur non vide : il contient une boule {\displaystyle B_{F}(y,\eta )}.
Le fermé F2N contient donc la boule {\displaystyle B_{F}(0,\eta )}. Par homogénéité de f, on dispose ainsi d'un réel M tel que :
{\displaystyle B_{F}(0,1)\subset {\overline {f(B_{E}(0,M))}}.}
Il ne reste plus qu'à faire « sauter la barre », et c'est ici que la complétude de E intervient. Par homogénéité de f, on déduit du résultat qui précède que :
{\displaystyle \forall n\in \mathbb {N} ,B_{F}(0,1/2^{n})\subset {\overline {f(B_{E}(0,M/2^{n}))}}.}
Montrons que {\displaystyle B_{F}(0,1)\subset f(B_{E}(0,2M))}. Pour cela, donnons-nous un {\displaystyle z\in B_{F}(0,1)}.
- Il existe {\displaystyle x_{0}} de norme inférieure (strictement) à M tel que {\displaystyle z_{1}:=z-f(x_{0})} soit de norme inférieure à 1/2.
- Il existe {\displaystyle x_{1}} de norme inférieure à M/2 tel que {\displaystyle z_{2}:=z_{1}-f(x_{1})} soit de norme inférieure à 1/4.

On construit par récurrence une suite {\displaystyle (x_{n})} de vecteurs de E telle que {\displaystyle \|x_{n}\|\leq M/2^{n}} et {\displaystyle z_{n+1}:=z-f(x_{0}+\cdots +x_{n})} soit de norme inférieure à 1/2n+1.
La série {\displaystyle \sum x_{n}} est absolument convergente, donc comme E est un espace de Banach, elle converge. De plus,
{\displaystyle \left\|\sum _{n=0}^{+\infty }x_{n}\right\|\leq \sum _{n=0}^{+\infty }\|x_{n}\|<M\sum _{n=0}^{+\infty }{\frac {1}{2^{n}}}=2M}
et, par passage à la limite :
{\displaystyle z=f\left(\sum _{n=0}^{+\infty }x_{n}\right)\in f(B_{E}(0,2M)),}
ce qu'il fallait démontrer.

## Conséquences

### Théorème de l'isomorphisme de Banach
Le théorème de Banach-Schauder a une conséquence immédiate mais fondamentale, appelée théorème de l'isomorphisme de Banach, théorème de Baire-Banach ou plus simplement théorème de Banach, déjà évoqué :

Toute bijection linéaire continue entre deux espaces vectoriels métrisables et complets sur un corps valué non discret est un homéomorphisme.
En particulier : si une bijection linéaire entre deux espaces de Banach est continue alors sa bijection réciproque est continue. Dit autrement : si un ℝ-espace vectoriel est complet pour deux normes comparables, alors ces normes sont équivalentes.

### Théorème de l'homomorphisme de Banach
Soit {\displaystyle E} et {\displaystyle F} deux espaces vectoriels topologiques et {\displaystyle u} une application linéaire continue de {\displaystyle E} dans {\displaystyle F}. On sait qu'il existe un isomorphisme algébrique {\displaystyle {\bar {u}}:E/\ker \left(u\right){\tilde {\rightarrow }}u\left(E\right)}. Cet isomorphisme est continu (autrement dit, c'est un morphisme d'espaces vectoriels topologiques). Si de plus {\displaystyle {\bar {u}}} est un homéomorphisme, on dit que {\displaystyle u} est un homomorphisme d'espaces vectoriels topologiques (ou, pour employer le langage des catégories, un morphisme strict dans la catégorie des espaces vectoriels topologiques). L'application linéaire continue {\displaystyle u} est un morphisme strict si, et seulement si elle est une application ouverte de {\displaystyle E} dans {\displaystyle u\left(E\right)}. Le théorème suivant a été obtenu par Stefan Banach lorsque {\displaystyle E} et {\displaystyle F} sont des espaces de Fréchet  :
Si {\displaystyle E} et {\displaystyle F} sont deux espaces vectoriels métrisables et complets sur un corps valué non discret, alors une application linéaire continue {\displaystyle u} de {\displaystyle E} dans {\displaystyle F} est un morphisme strict si, et seulement si {\displaystyle u\left(E\right)} est fermé dans {\displaystyle F}.
La condition est nécessaire, car si {\displaystyle u} est un morphisme strict, {\displaystyle E/\ker \left(u\right)} et {\displaystyle u\left(E\right)} sont des espaces vectoriels topologiques isomorphes. Or, {\displaystyle E/\ker \left(u\right)} est complet, donc {\displaystyle u\left(E\right)} l'est aussi et il est fermé dans {\displaystyle F}. La condition est suffisante, car si {\displaystyle u\left(E\right)} est fermé dans {\displaystyle F}, c'est un espace vectoriel métrisable et complet. Donc {\displaystyle u}, qui est une application linéaire continue surjective de {\displaystyle E} dans {\displaystyle u\left(E\right)}, est ouverte de {\displaystyle E} dans {\displaystyle u\left(E\right)} d'après le théorème de Banach-Schauder, et est donc un morphisme strict.
Le théorème de l'isomorphisme de Banach est un cas particulier du théorème de l'homomorphisme (si {\displaystyle u} est continue et bijective de {\displaystyle E} dans {\displaystyle F}, alors son image, qui est égale à {\displaystyle F}, est fermée dans {\displaystyle F}, et le théorème de l'homomorphisme implique que {\displaystyle u} est un homéomorphisme).

### Théorème du graphe fermé
Le théorème de l'isomorphisme de Banach permet de démontrer ce puissant critère de continuité des applications linéaires, également dû à Banach :

Soient E et F deux espaces vectoriels métrisables et complets sur un corps valué non discret. Une application linéaire de E dans F est continue si (et seulement si) son graphe est fermé dans E×F.
Plus généralement, soit E et F deux espaces vectoriels topologiques sur un corps valué non discret K. On suppose que E est métrisable et complet. On suppose également qu'il existe une suite (Fn) de K-espaces vectoriels métrisables et complets et, pour tout n, une injection linéaire continue vn de Fn dans F telle que F soit la réunion des sous-espaces vn(F). Soit alors u une application linéaire de E dans F. Elle est continue si (et, si F est séparé, seulement si) son graphe est fermé dans E×F, et dans ce cas il existe un entier n tel que u(E) ⊂ vn(Fn).

### Théorème fondamental de Banach
Tous les résultats qui précèdent se déduisent du théorème fondamental de Banach ci-dessous, dont la démonstration est un peu plus longue que celle qui a été donnée plus haut du théorème de Banach-Schauder, :
Si {\displaystyle E} et {\displaystyle F} sont deux espaces vectoriels métrisables et complets sur un corps valué non discret et {\displaystyle u} est une application linéaire continue de {\displaystyle E} dans {\displaystyle F}, alors ou bien {\displaystyle u} est un morphisme strict surjectif ou bien, {\displaystyle u(E)} est un sous-ensemble maigre de {\displaystyle F}.
Voyons comment on démontre le théorème de Banach-Schauder à partir de ce théorème fondamental : soit {\displaystyle E} et {\displaystyle F} vérifiant les propriétés indiquées, et {\displaystyle u} une application linéaire surjective de {\displaystyle E} dans {\displaystyle F}. Puisque {\displaystyle u(E)=F}, {\displaystyle u(E)} n'est pas maigre d'après le théorème de Baire, donc {\displaystyle u} est un morphisme strict.

### Supplémentaire topologique
Dans un espace vectoriel topologique, deux sous-espaces supplémentaires algébriques sont dits supplémentaires topologiques lorsque les projecteurs associés sont continus. Une condition nécessaire pour cela est que les deux sous-espaces soient fermés. Dans le cas par exemple d'un espace de Fréchet, elle est suffisante. On peut le démontrer directement, ou le voir comme une corollaire du cas particulier suivant du théorème de Banach-Schauder (où l'on ne suppose pas que la somme est directe) :
- Soient E un espace vectoriel topologique métrisable et complet sur un corps valué non discret et M, N deux sous-espaces  fermés de somme fermée. Alors, l'application somme{\displaystyle M\times N\to M+N}est ouverte.

Cette conclusion se traduit, lorsque E est un espace de Banach, par l'existence d'une constante C > 0 telle que pour tout w ∈ M + N, il existe m ∈ M et n ∈ N tels que
On peut en déduire le corollaire suivant, utilisé par exemple pour démontrer des propriétés d'orthogonalité dans un espace de Banach, :
- Soient E un espace de Banach et M, N deux sous-espaces  fermés de somme fermée. Alors, il existe une constante D telle que la distance entre un élément x de E et l'intersection M∩N soit majorée selon la formule suivante :

## Variantes dans le cas localement convexe
Nous considérons ci-dessous le cas où E et F sont des espaces vectoriels topologiques localement convexes sur le corps des réels ou des complexes. Il convient tout d'abord de donner quelques définitions.

### Définitions
- Soit G un espace topologique. Un sous-ensemble S de G est dit séquentiellement fermé si pour toute suite (sn) d'éléments de S convergeant dans G vers un élément s, on a s∈S. Tout sous-ensemble fermé de G est séquentiellement fermé. Les espaces G pour lesquels la réciproque est vraie sont appelés les espaces séquentiels. Les espaces métrisables en font partie.
- Un espace topologique G est dit de Baire si pour toute suite {\displaystyle (F_{n})} de fermés d'intérieur vide, leur réunion est d'intérieur vide.
- Un espace localement convexe est dit convexe-Baire si pour toute suite {\displaystyle (F_{n})} de fermés convexes d'intérieur vide, leur réunion est d'intérieur vide[14]. Un espace localement convexe qui est un espace de Baire est donc un espace convexe-Baire (la réciproque étant fausse en général). En particulier, un espace de Fréchet est convexe-Baire.
- Un espace localement convexe est dit ultrabornologique s'il est séparé et est limite inductive d'une famille d'espaces de Banach. Un espace bornologique séparé et complet est ultrabornologique, en particulier un espace de Fréchet est ultrabornologique et un espace localement convexe séparé limite inductive d'espaces de Fréchet est ultrabornologique[15]. Un espace ultrabornologique est tonnelé.
- Un espace topologique {\displaystyle P} est dit polonais s'il est homéomorphe à un espace métrique séparable et complet. Un espace topologique {\displaystyle S} est souslinien s'il existe un espace polonais {\displaystyle P} et une application continue surjective de {\displaystyle P} sur {\displaystyle S}. Un espace souslinien est séparable. Un espace de Fréchet séparable, le dual faible d'un espace de Fréchet séparable et le dual fort d'un espace de Fréchet-Montel séparable sont sousliniens[16]. Une réunion dénombrable d'espaces localement convexes sousliniens est un espace localement convexe souslinien[14].
- Un espace topologique séparé {\displaystyle X} est dit K-analytique s'il existe un espace topologique {\displaystyle Y} qui est une intersection dénombrable d'unions dénombrables d'espaces compacts et une application continue surjective {\displaystyle f:Y\twoheadrightarrow X}[17]. Un espace topologique complètement régulier (par exemple un espace vectoriel topologique séparé) K-analytique est également dit K-souslinien[18]. Un espace souslinien est K-souslinien ; le dual faible d'un espace de Fréchet (non nécessairement séparable) est K-souslinien, et un espace de Fréchet réflexif muni de sa topologie affaiblie est K-souslinien[16]. Une réunion dénombrable d'espaces localement convexes K-sousliniens est un espace localement convexe K-souslinien[14].
- Un espace localement convexe séparé est dit K-ultrabornologique s'il est une limite inductive d'une famille d'espaces localement convexes K-sousliniens et de Baire[19].
- Un espace topologique {\displaystyle X} est dit quasi-souslinien s'il existe un espace polonais P et une application {\displaystyle T:P\rightarrow {\mathcal {P}}(X)} (où {\displaystyle {\mathcal {P}}(X)} désigne l'ensemble des parties de X) telle que (a) {\displaystyle \bigcup \left\{T\left(p\right):p\in P\right\}=X} et (b) si {\displaystyle (p_{n})} est une suite de points de P convergeant vers p dans P et {\displaystyle z_{n}\in T\left(p_{n}\right)} pour tout entier positif n, alors la suite {\displaystyle (z_{n})} admet une valeur d'adhérence dans X appartenant à {\displaystyle T(p)}. Un espace K-souslinien (et donc un espace souslinien) est quasi-souslinien. Si E est un espace de Fréchet, alors son bidual {\displaystyle E''} muni de la topologie faible {\displaystyle \sigma \left(E^{\prime \prime },E^{\prime }\right)} est quasi-souslinien (il est K-souslinien si, et seulement si {\displaystyle E^{\prime }}, muni de la topologie de Mackey (en) {\displaystyle \tau (E',E'')}, est tonnelé). Une réunion dénombrable d'espaces quasi-sousliniens est quasi-souslinien[14]. Si l'on se restreint à la classe des espaces localement convexes, la notion d'espace semi-souslinien est un peu plus faible que celle d'espace quasi-souslinien. Un espace de Fréchet (non nécessairement séparable ni réflexif), de même que son dual fort, est semi-souslinien, et une réunion dénombrable d'espaces semi-sousliniens est un espace semi-souslinien[14].
- Soit E un espace localement convexe, {\displaystyle {\mathfrak {T}}} sa topologie. On note {\displaystyle {\mathfrak {T}}^{f}} la topologie définie comme suit sur son dual {\displaystyle E^{\prime }} : un sous-espace Q de {\displaystyle E^{\prime }} est fermé dans la topologie {\displaystyle {\mathfrak {T}}^{f}} si pour tout sous-ensemble équicontinu A de {\displaystyle E^{\prime }}, {\displaystyle Q\cap A} est fermé dans A pour la topologie induite sur A par la topologie faible {\displaystyle \sigma (E',E)}. Un espace localement convexe E est dit ptakien (resp. infra-ptakien) si tout sous-espace de {\displaystyle E^{\prime }}, fermé pour la topologie {\displaystyle {\mathfrak {T}}^{f}} (resp. faiblement dense et fermé pour la topologie {\displaystyle {\mathfrak {T}}^{f}}) est faiblement fermé (resp. coïncide avec {\displaystyle E^{\prime }})[20]. Un espace ptakien est infra-ptakien, et la question de savoir s'il existe des espaces infra-ptakiens qui ne sont pas ptakiens est longtemps restée ouverte ; mais Valdivia lui a donné en 1984 une réponse affirmative[21]. Les espaces infra-ptakiens (et donc les espaces ptakiens) sont complets. Un espace de Fréchet, de même que le dual fort d'un espace de Fréchet réflexif, est ptakien. Un espace localement convexe faiblement complet est ptakien.

### Résultats
- Le résultat ci-dessous est dû à Grothendieck[22] :

Soit {\displaystyle E} un espace ultrabornologique et {\displaystyle F} une limite inductive d'une suite d'espaces de Fréchet. Toute application linéaire continue surjective de {\displaystyle F} sur {\displaystyle E} est ouverte.
- Le résultat ci-dessous est dû à Laurent Schwartz[24] :

Soit {\displaystyle E} un espace ultrabornologique et {\displaystyle F} un espace localement convexe souslinien. Toute application linéaire {\displaystyle f} surjective de {\displaystyle F} sur {\displaystyle E} et dont le graphe est un sous-ensemble borélien de {\displaystyle E\times F} est continue et ouverte.
- Le résultat ci-dessous est dû à Martineau[19] :

Soit {\displaystyle E} un espace K-ultrabornologique et {\displaystyle F} un espace localement convexe K-souslinien. Toute application linéaire continue surjective de {\displaystyle F} sur {\displaystyle E} est ouverte.
- Le résultat ci-dessous est dû à Vlastimil Ptak (en)[26] :

Soit {\displaystyle E} un espace tonnelé et {\displaystyle F} un espace infra-ptakien (resp. ptakien). Toute application linéaire bijective (resp. surjective) de {\displaystyle F} sur {\displaystyle E} dont le graphe est fermé est un isomorphisme d'espaces vectoriels topologiques (resp. est continue et ouverte).
- Le résultat ci-dessous est dû à Valdivia[14]:

Soit {\displaystyle E} un espace convexe-Baire (resp. métrisable convexe-Baire) et {\displaystyle F} un espace semi-souslinien ; toute application linéaire surjective de {\displaystyle F} sur {\displaystyle E} dont le graphe est fermé (resp. séquentiellement fermé) est continue et ouverte. Soit {\displaystyle E} un espace localement convexe, métrisable et de Baire et {\displaystyle F} un espace localement convexe souslinien (resp. quasi-souslinien) ; toute application linéaire surjective de {\displaystyle F} sur {\displaystyle E} dont le graphe est séquentiellement fermé (resp. dont le graphe est fermé) est continue et ouverte.
- D'autres variantes du théorème de Banach-Schauder existent[27], notamment celle due à de Wilde[28].

Pour finir, mentionnons un résultat important, relatif aux espaces de Fréchet et aux espaces de Schwartz, et qui découle de ce qui précède :
Corollaire — Soit E et F des espaces localement convexes, tous deux de type (F) (autrement dit, des espaces de Fréchet) ou (DFS) (autrement dit, des espaces (DF) qui sont des espaces de Schwartz). Alors une application linéaire continue {\displaystyle u:F\rightarrow E} dont le graphe est fermé, est continue et ouverte.
En effet, si E et F sont de type (F), ils sont métrisables et complets. S'ils sont de type (DFS), E est ultrabornologique et F est souslinien.
On notera que les résultats ci-dessus sont étroitement liés à ceux figurant à l'article Théorème du graphe fermé.

## Exemple d'application
Soient E = L1(S1), l'espace de Banach des fonctions intégrables sur le cercle,
et F = c0(ℤ), l'espace des suites complexes indexées par les entiers relatifs et convergeant vers 0. L'application linéaire continue {\displaystyle E\to F,f\mapsto {\big (}{\widehat {f}}(n){\big )}_{n\in \mathbb {Z} }} qui associe à la fonction {\displaystyle f} la suite de ses coefficients de Fourier est injective mais n'est pas surjective. En effet, si tel était le cas, il existerait une constante C telle que, pour toute fonction {\displaystyle f\in E},
En appliquant une telle inégalité à la suite des noyaux de Dirichlet, on arrive à une contradiction.
De même, la transformation de Fourier, linéaire, continue et injective de L1(ℝn) dans C0(ℝn), n'est pas surjective,.